# Једноставна коштана циста
Једноставна коштана циста је коштана шупљина испуњена течношћу жуте боје.  Сматра се бенигном променом, јер се не шири даље од костију. Обично се дијагностикује код деце у узрасту од 5 до 15 година.
Иако се једноставне коштане цисте могу формирати у било којој коштаној структури, претежно се налазе у проксималном делу хумеруса (надлактице) и проксималном делу бутне кости. 

## Епидемиологија
Иако болест напада децу и одрасле оба пола, код мушкарца се јавља двоструко чешће него код жена.

## Подела
Једноставне коштане цисте се могу сврстати у две категорије: активне и латентне.
Активна коштана циста — је локализована близу епифизне плоче и има тенденцију раста све док не напуни целу дијафизу, осовину кости; у зависности од инвазивности цисте, може изазвати патолошки прелом или чак уништити епифизну плочу што доводи до трајног скраћења кости.
Латентна коштана циста — налази се даље од епифизне плоче и вероватније је да ће зацелити лечењем.